# Comunitat de comunes del cantó d'Antrain
La Comunitat de comunes del cantó d'Antrain (en bretó Kumuniezh-kumunioù Kanton Entraven) és una estructura intercomunal francesa, situada al departament de l'Ille i Vilaine a la regió Bretanya, al País de Fougères. Té una extensió de 220,29 kilòmetres quadrats i una població de 8.962 habitants (2006).

## Composició
Agrupa 10 comunes :
1. Antrain
2. Bazouges-la-Pérouse
3. Chauvigné
4. La Fontenelle
5. Marcillé-Raoul
6. Noyal-sous-Bazouges
7. Rimou
8. Saint-Ouen-la-Rouërie
9. Saint-Rémy-du-Plain
10. Tremblay